# River Quaggy
Der River Quaggy ist ein Wasserlauf in Greater London. Er entsteht als Kyd Brook westlich des Petts Wood im London Borough of Bromley und fließt zunächst in nordwestlicher Richtung. Ab dem Sundridge Park Golf Course trägt er den Namen River Quaggy.
Er fließt weiter in nördlicher Richtung, wobei sein Lauf zwischen Bromley und dem London Borough of Lewisham wechselt. Er geht dann schließlich aber in den Royal Borough of Greenwich über. 
Im Sutcliff Park wendet der River Quaggy sich nach Westen. Er kehrt zurück nach Lewisham und wendet sich in Hither Green erneut nach Norden. Er mündet nördlich des Bahnhof Lewisham in den River Ravensbourne.